# Watling Street

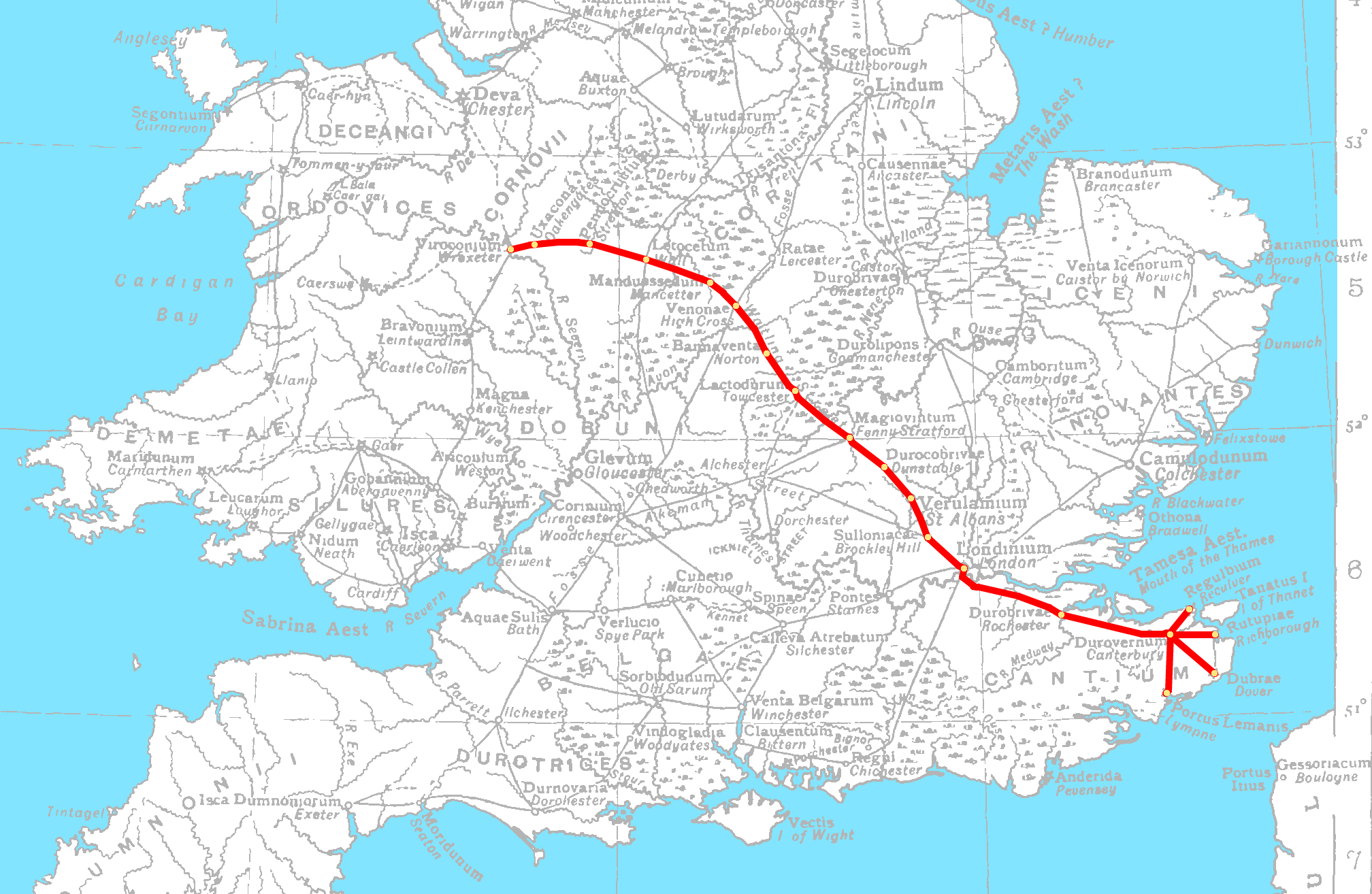
Watling Street destacada sobre um mapa da Britânia romana

Watling Street é uma antiga estrada da Inglaterra e Gales, usada originalmente pelos celtas, principalmente entre as modernas cidades de Cantuária e St Albans. Posteriormente, os romanos pavimentaram a estrada, parte da qual é identificada no Itinerário Antonino como Iter III: "de Londínio ao porto de Dúbris". O nome deriva do anglo-saxão Wæcelinga Stræt, o que acabou por tornar-se a estrada A2 de Dover a London, e em seguida a estrada A5, de Londres a Wroxeter. Originalmente, a palavra "street" ("rua") significava apenas uma via pavimentada (em latim, via strata), e não possuía a associação moderna com áreas povoadas.